# قرار ملاقات دو ناشناس (فیلم ۲۰۰۷)
قرار ملاقات دو ناشناس (به انگلیسی: Blind Date) فیلمی محصول سال ۲۰۰۷ و به کارگردانی استنلی توچی است. در این فیلم بازیگرانی همچون استنلی توچی، پاتریشا کلارکسون، جورجینا ورباان و سارا هایلند ایفای نقش کرده‌اند.